# Барон Форестер
Барон Форестер из Уилли Парка в графстве Шропшир — наследственный титул в системе Пэрства Соединённого королевства.

## История
Титул барона Форестера был создан 17 июля 1821 года для Сесила Уэлда-Форестера (1767—1828), который ранее представлял в Палате общин Венлок (1790—1800, 1801—1820). При рождении он получил имя Сесил Форестер, в 1811 году он получил королевское разрешение на дополнительную фамилию «Уэлд». Его сын, Джон Уэлд-Форестер, 2-й барон Форестер (1801—1874), также заседал в Палате общин от Венлока (1826—1828), а также занимал пост капитана почётного корпуса джентльменов в администрации тори под руководством сэра Роберта Пила (1841—1846).
Ему наследовал его младший брат, Джордж Сесил Уэлд-Форестер, 3-й барон Форестер (1807—1886). В течение 46 лет он заседал в Палате общин Великобритании от Венлока (1828—1874), а также занимал должность контролера королевского двора (1852, 1858—1859). Его племянник, Сесил Теодор Уэлд-Форестер, 5-й барон Форестер (1842—1917), также представлял Венлок в Палате общин от консервативной партии (1874—1885). Его сын, Джордж Сесил Бомонт Уэлд-Форестер, 6-й барон Форестер (1867—1932), и внук, Сесил Джордж Уилфред Уэлд-Форестер, 7-й барон Форестер (1899—1977), занимали должности мэра Венлока. 
По состоянию на 2025 год обладателем титула являлся внук последнего, Чарльз Ричард Джордж Уэлд-Форестер, 9-й барон Форестер (род. 1975), который сменил своего отца в 2004 году.
Её Королевское высочество принцесса Алиса, герцогиня Глостерская (1901—2004), была праправнучкой 1-го барона Форестера.
Чарльз Ричард Джордж Уэлд-Форестер, 9-й барон Форестер (род. 1975), находится в отдаленном родстве с Его Королевским высочеством принцем Ричардом, герцогом Глостерским (род. 1944), и его детьми, Александром Виндзором, графом Ольстером (род. 1974), леди Давиной Льюис (род. 1977) и леди Роуз Гилман (род. 1980).

## Предшественники
- Фрэнсис Форестер (род. 1623), высший шериф Шропшира в 1652 году
- Сэр Уильям Форестер (1655—1718), сын предыдущего, унаследовал Дотхилл от своего сводного брата, Ричарда Стивентона (ум. 1659), примерно в 1675 году, депутат Палаты общин от Венлока (1679—1685, 1689—1707, 1707—1715).
- Уильям Форестер (1690—1758), сын предыдущего, депутат парламента от Венлока (1715—1722, 1734—1741, 1754—1758)
- Брук Форестер (1717—1774), старший сын предыдущего, депутат Палаты общин от Венлока с 1734 до 1761. Он женился на наследнице Джорджа Уэлда из Уилли Парка и унаследовал эту недвижимость
- Джордж Форестер (1735—1811), единственный сын предыдущего, заседал в Палате общин от Венлока (1758—1761, 1768—1780, 1780—1784, 1785—1790)
- Сесил Форестер (ум. 1774), подполковник, младший брат Брука Форестера, депутат Палаты общин от Венлока (1761—1768).

## Бароны Форестер (1821)
- 1821—1828: Сесил Уэлд-Форестер, 1-й барон Форестер[англ.] (7 апреля 1767 — 28 мая 1828), старший сын подполковника Сесила Форрестера (ум. 1774)
- 1828—1874: Джон Джордж Уэлд Уэлд-Форестер, 2-й барон Форестер[англ.] (9 августа 1801 — 10 октября 1874), старший сын предыдущего
- 1874—1886: Джордж Сесил Уэлд Уэлд-Форестер, 3-й барон Форестер[англ.] (10 мая 1807 — 14 февраля 1886), младший брат предыдущего
- 1886—1894: Орландо Уоткин Уэлд Уэлд-Форестер, 4-й барон Форестер[англ.] (18 апреля 1813 — 22 июня 1894), младший брат предыдущего
- 1894—1917: Сесил Теодор Уэлд-Форестер, 5-й барон Форестер[англ.] (3 августа 1842 — 20 ноября 1917), единственный сын предыдущего
- 1917—1932: Джордж Сесил Бомонт Уэлд-Форестер, 6-й барон Форестер (9 сентября 1867 — 10 октября 1932), старший сын предыдущего
- 1932—1977: Сесил Джордж Уилфред Уэлд-Форестер, 7-й барон Форестер (12 июля 1899 — 4 января 1977), старший сын предыдущего
- 1977—2004: Джордж Сесил Брук Уэлд-Форестер, 8-й барон Форестер (20 февраля 1938 — 4 февраля 2004), единственный сын предыдущего
- 2004 — настоящее время: Чарльз Ричард Джордж Уэлд-Форестер, 9-й барон Форестер (род. 8 июля 1975), единственный сын предыдущего
  - Наследник титула: Брук Джордж Персиваль Уэлд-Форестер (род. 29 марта 2014), единственный сын предыдущего.